# Place Léon-Blum
La place Léon-Blum, anciennement mais encore parfois dénommée dans l'usage place Voltaire, est une voie située dans les quartiers de la Roquette et Saint-Ambroise du 11e arrondissement de Paris, en France.

## Situation et accès
La place Léon-Blum est accessible par la ligne 9 à la station Voltaire.
Elle est située à l’intersection du boulevard Voltaire, de la rue de la Roquette et de l’avenue Parmentier.

## Origine du nom
Elle porte le nom de Léon Blum (1872-1950), homme d'État français et figure du socialisme.

## Historique
Cette place est formée par décret du 29 août 1857 sous le nom de « place du Prince-Eugène », puis est renommée en 1870 « place Voltaire », en même temps que le boulevard éponyme. Par un arrêté du 25 mars 1957, elle prend le nom de « place Léon-Blum », dont la statue réalisée par Philippe Garel est présente en face de la mairie de l'arrondissement depuis 1985.

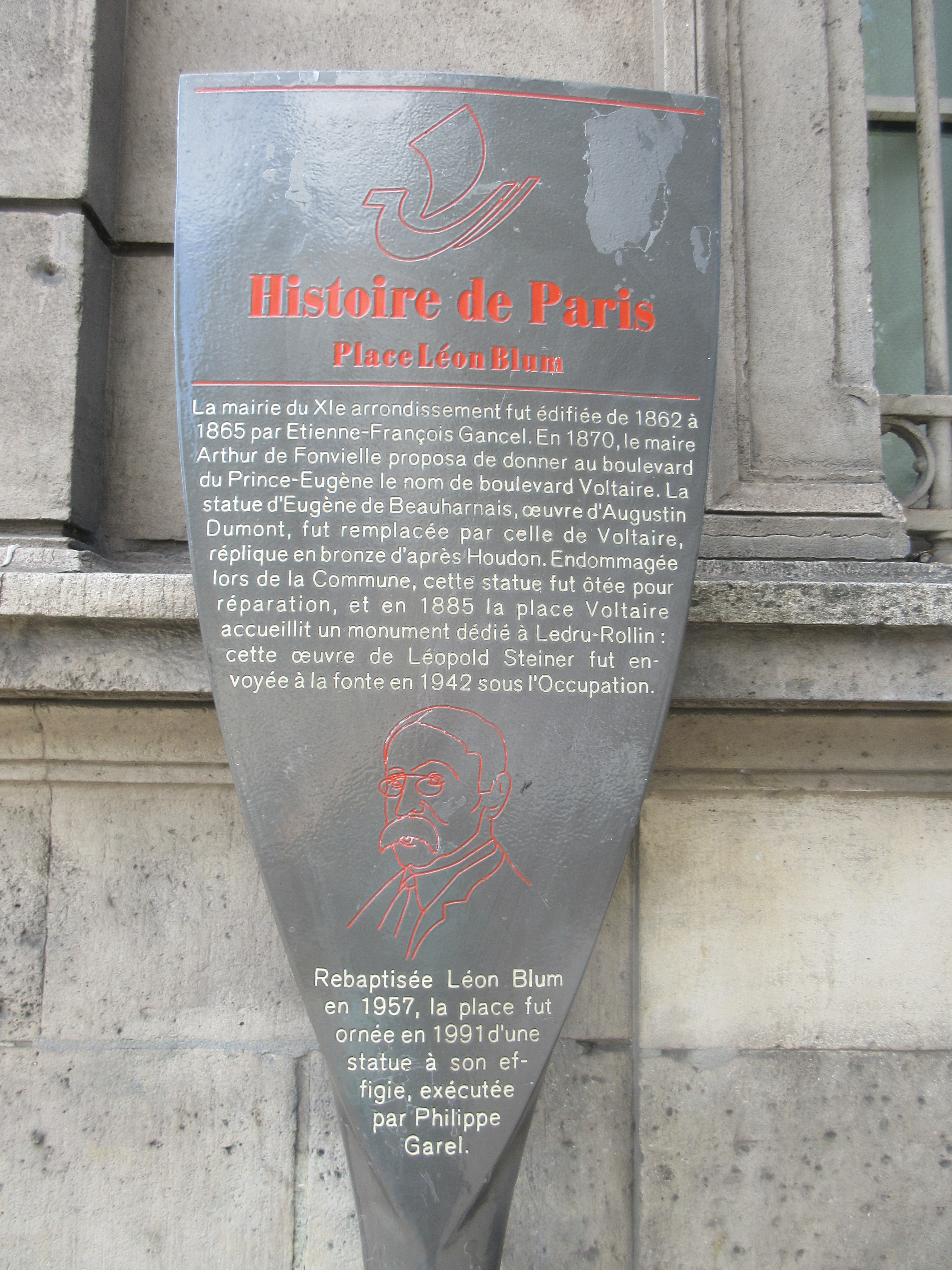
Panneau Histoire de Paris
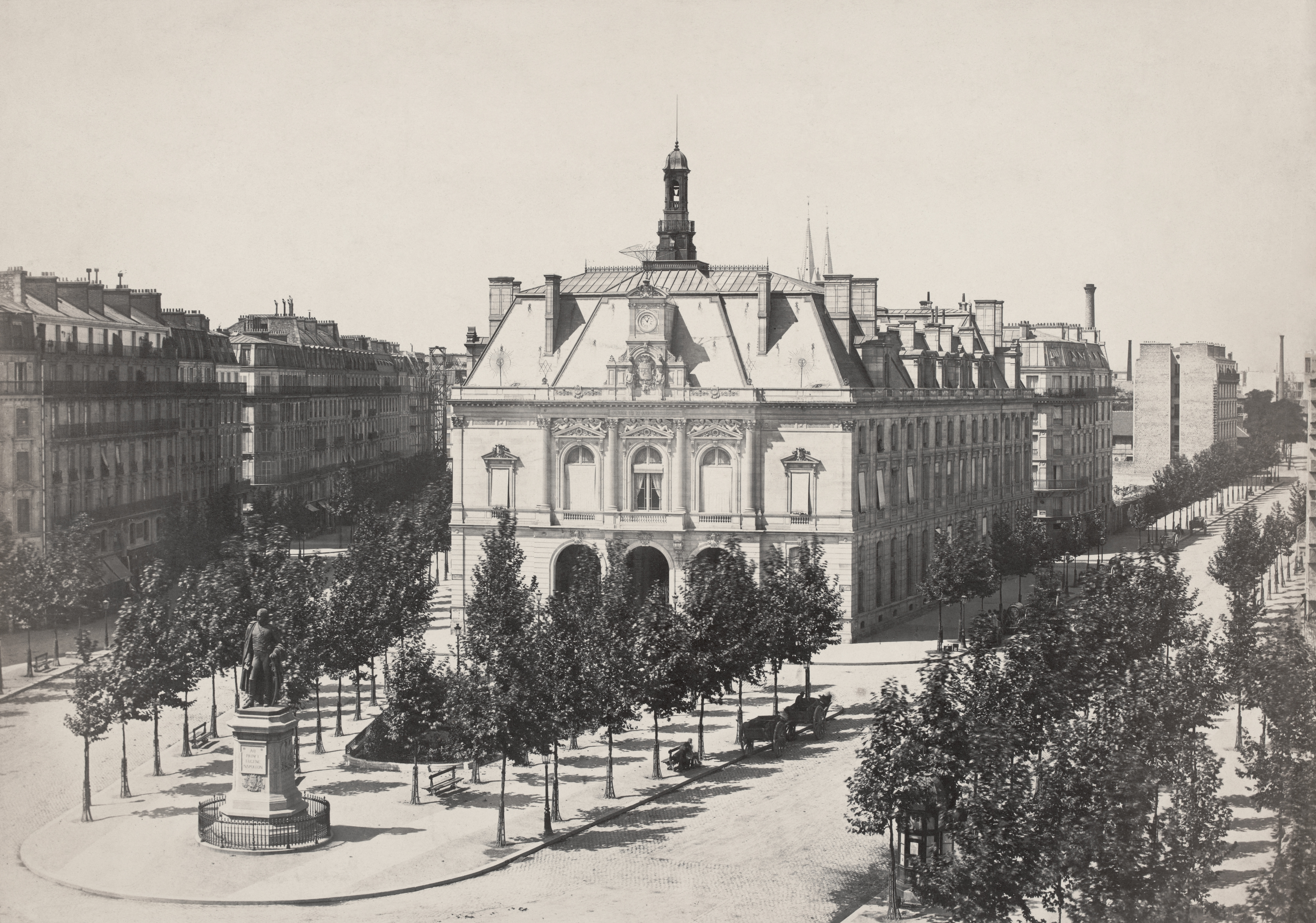
La statue du prince Eugène au premier plan, vers 1865-1870 (photographie : Charles Marville).
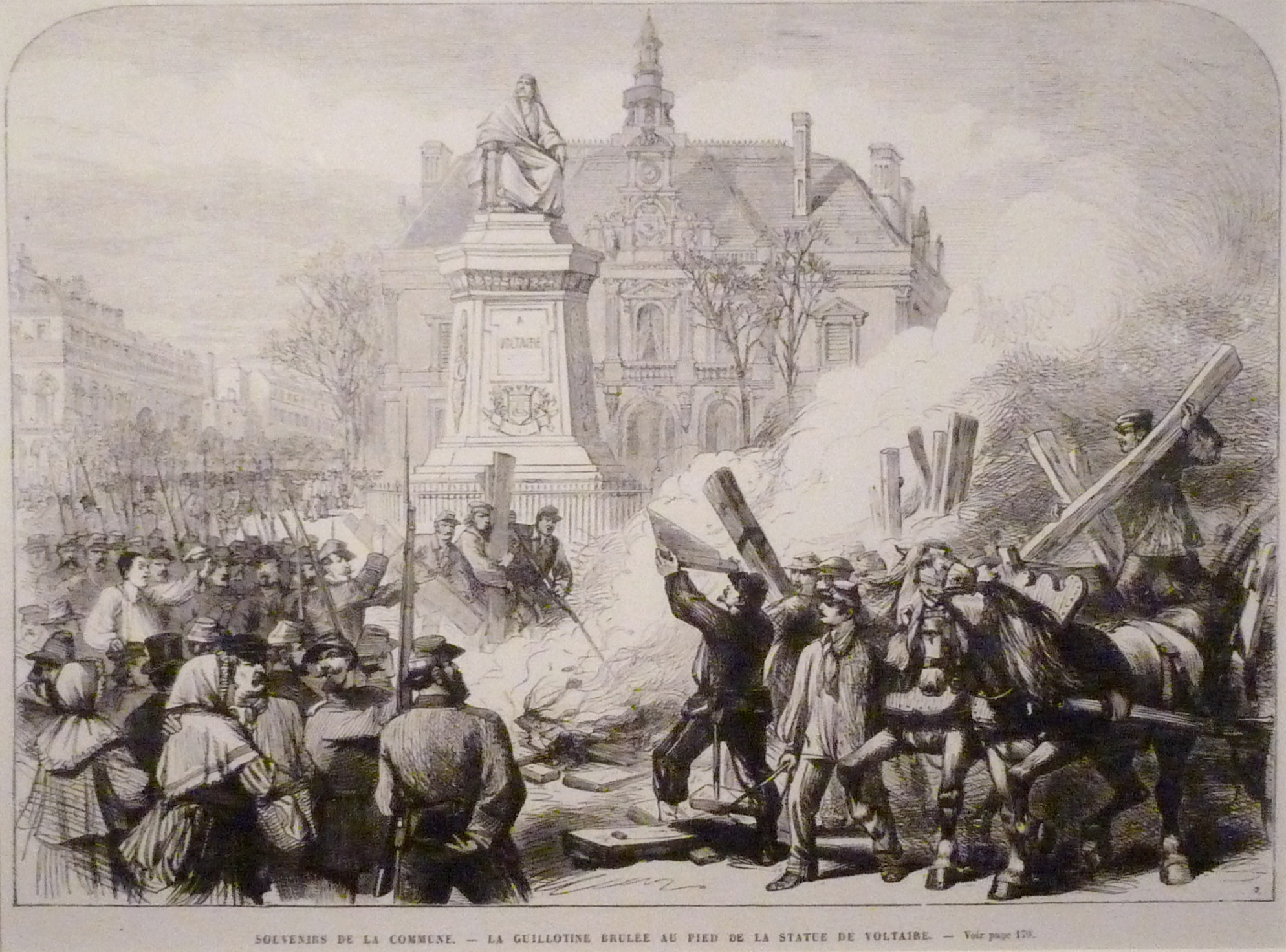
La statue de Voltaire pendant la Commune.
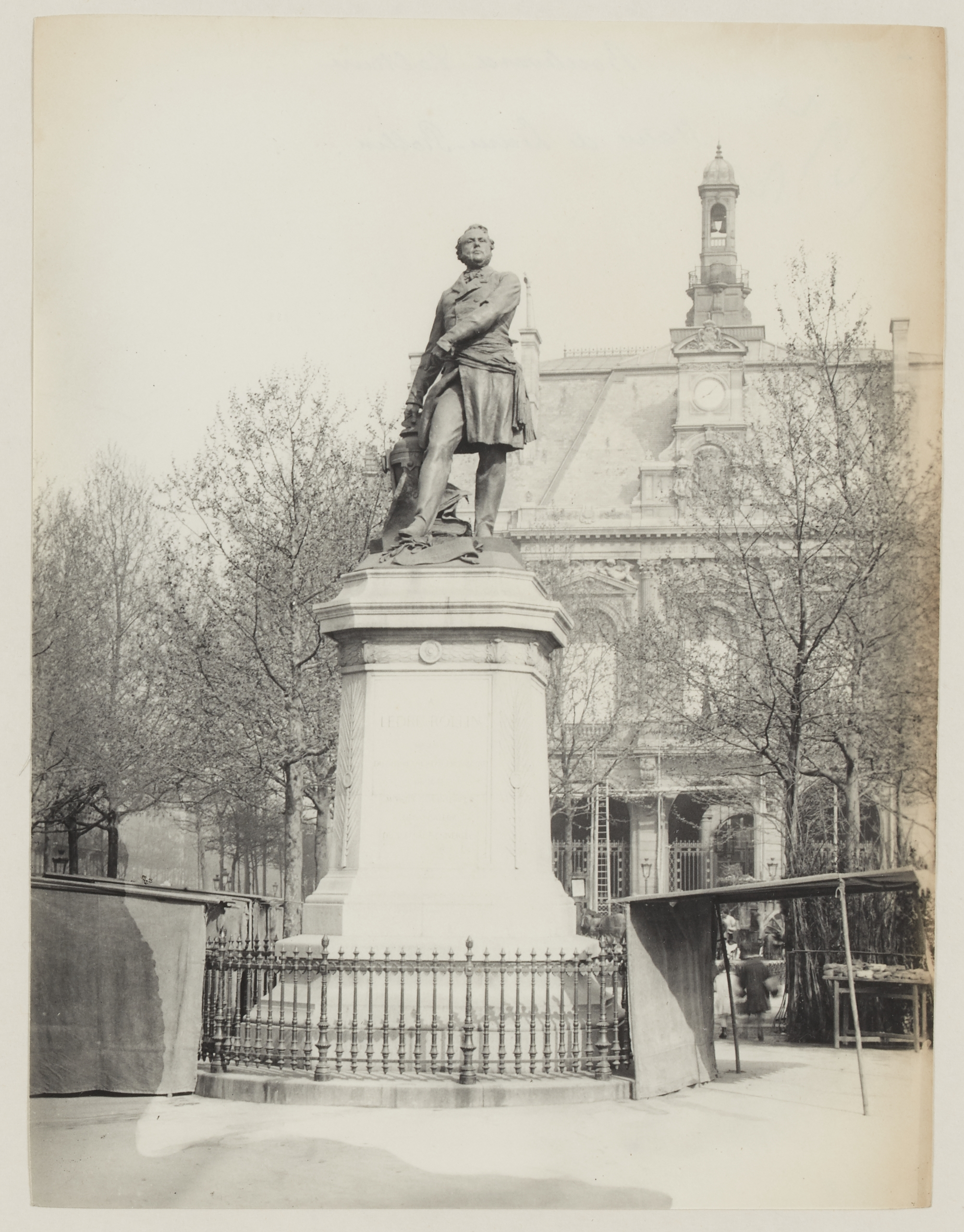
La statue de Ledru-Rollin, vers 1890 (photographie : Hippolyte Blancard).

Sous le Second Empire, un piédestal supporte la statue du prince Eugène Napoléon, œuvre d'Auguste Dumont. Après la défaite de 1870, elle est remplacée par une réplique de la statue de Voltaire par Jean-Antoine Houdon puis, en 1885, par une statue en bronze représentant Alexandre Ledru-Rollin, réalisée par Léopold Steiner. Elle est fondue en 1942 sous le régime de Vichy, dans le cadre de la mobilisation des métaux non ferreux. Le piédestal n'est retiré que les années 1980, quand une fontaine monumentale y est installée dans le cadre du plan d’embellissement de Paris de 1978. Dessinée par l'architecte Bernard Fonquernie, et surmontée du bas-relief en bronze Allégorie de la Liberté » de Marcello Tommasi, elle est inaugurée le 14 janvier 1983.
Une statue de Léon Blum, réalisée par le scuplteur Philippe Garel, est installée en 1985 entre la mairie et la fontaine.
La place a été l'objet de travaux d'aménagement de juin 2006 à avril 2007, afin de fluidifier la circulation automobile et de sécuriser la circulation piétonne. La fontaine de l'Allégorie de la Liberté est alors déposée, mais alors qu'elle devait être remontée dans le parc floral de Paris, elle est détruite et seul le bas-relief subsiste, entreposé dans les réserves de la Ville de Paris situées à Ivry-sur-Seine.

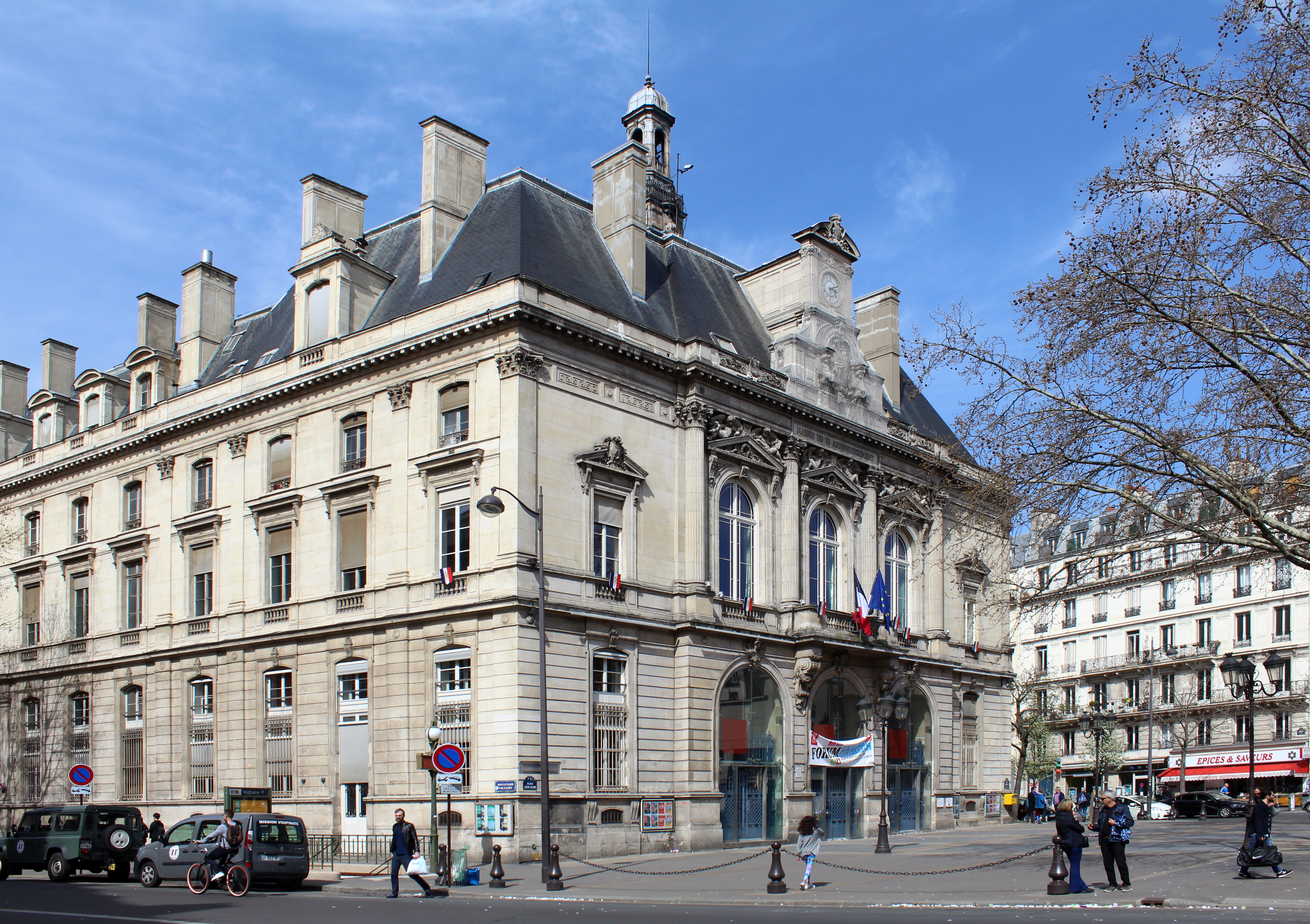
Mairie du 11e.

## Bâtiments remarquables et lieux de mémoire
Entre 1860 et 1865, la mairie du 11e arrondissement de Paris se trouve rue Keller. À partir de 1862, un nouveau bâtiment municipal est édifié sur cette place, sous la supervision de l'architecte Antoine-François Gancel. Elle est inaugurée en septembre 1865. Sous la Commune de Paris, après l'incendie de l'Hôtel de Ville, le bâtiment sert de mairie centrale.